# Liste des évêques de Vintimille
Le diocèse de Vintimille est un diocèse au nord d'Italie. Traditionnellement le premier évêque de Vintimille serait Cleto, disciple de Saint-Barnabé. Le premier évêque connu date du Ve siècle. Le nom du diocèse est changé en Vintimille-San Remo en 1975. Le diocèse est suffragant de l'archidiocèse de Gênes.

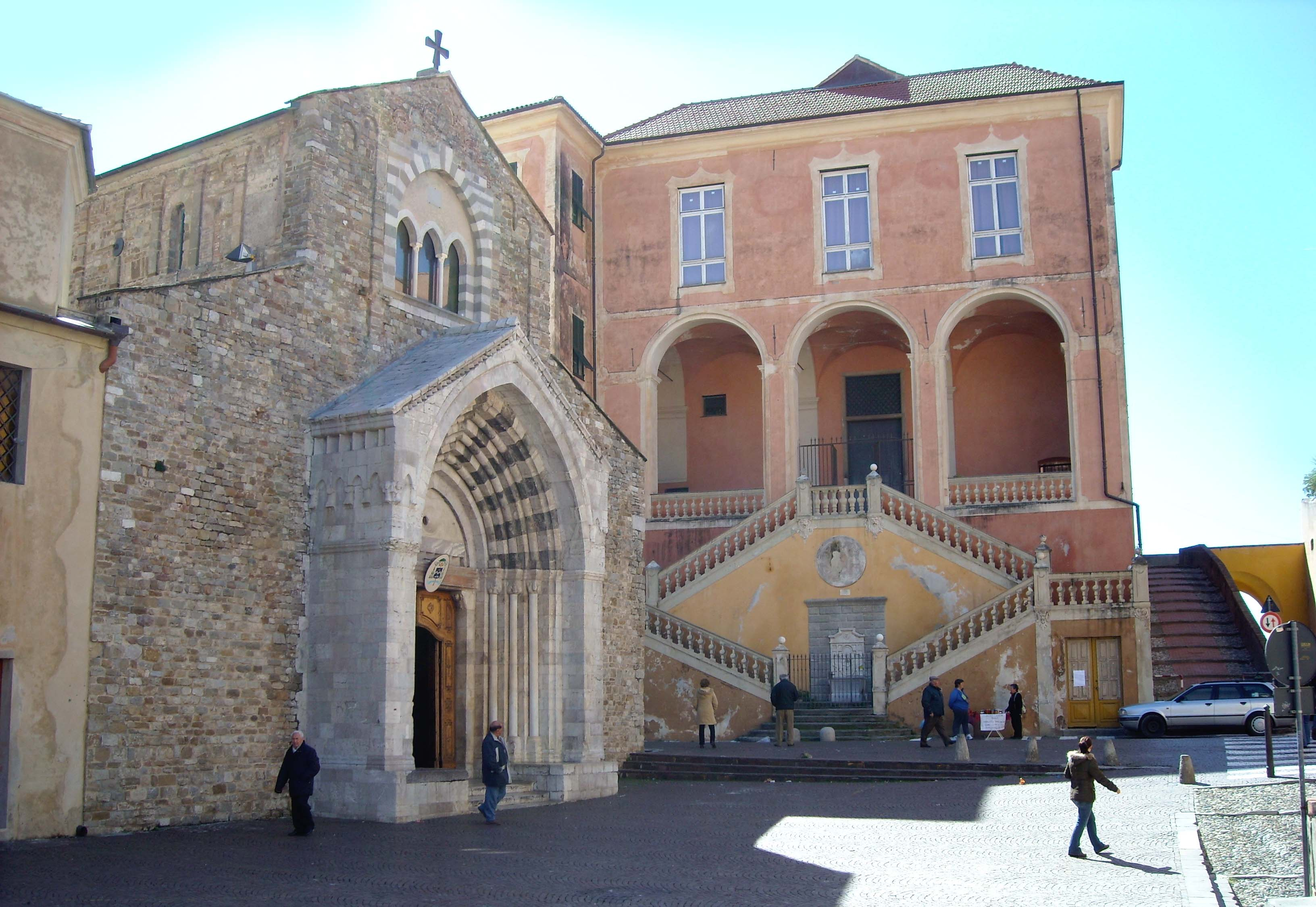
Cathédrale de Vintimille

## Évêques
- Cleto ? † (75)
- Rudrigo ? † (137)
- Frodonio ? † (189)
- Fabiano ? † (241)
- Eilegio ou Eulolio ? † (292)
- Eutiche ? † (351)
- Dionisio ? † (396)
- Felice ? † (430)
- Lattanzio ? † (451)
- Menigio ? † (477)
- Rudrigo II ? † (493)
- Anastasio ? † (509)
- Franco ? † (531)
- Mistrale ? † (559)
- Morono ? † (591)
- Pastore ? † (623)
- Giovanni † (650 - 680)
- Luccio ? † (687 - 700)
- Eustachio ? † (704)
- Eugenio ? † (728)
- Giocondo ? † (757)
- Amerio ? †
- Lancio † (803)
- Giovanni II ? † (831)
- Amatore ? † (891)
- Giocondo II ? † (863)
- Amato ? † (933)
- Mildone ? † (937)
- Aldegrano ? † (940)
- Gioioso ? † (962)
- Penteio ? † (976)
- Bartolomeo ? † (1026)
- Brunengo ? † (XIe siècle)
- Tommaso † (1064)
- Martino † (1092 - 1109)
- Alecio o Alerio ? † (1120)
- Cornelio † (1146)
- Stefano † (1160 - 1179)
- Guido † (1198 - 1215)
- Guglielmo † (1222 - 1232)
- Nicolò Lercaro † (1233 - 1244)
- Jacopo di Castell'Arquato, O.P. † (1244 - 1251)
- Azzone Visconti † (1251 - 1258)
- Norgando ? † (1262)
- Giovanni III † (1262 - 1264)
- Oberto Visconti † (1265 - 1270)
- Jacopo Gorgonio † (1270 - 1272)
- Guglielmo II † (1273 - 1296)
- Giovanni IV † (1296 - 1304)
- Ottone Lascaris † (1305 - 1320)
- Raimondo, O.P. † (1320 - 1328 ])
- Pietro Malocello, O.P. † (1328 - 1345)
- Bonifacio de Villaco † (1345 - 1348)
- Angelo da Reggio † (1348 - 1350)
- Pietro Gisio, O.P. † (1350 - 1352)
- Ruffino Francesco † (5 décembre 1352 - 1373)[1]
- Roberto de Cruseyo † (16 mai 1373 - 1380)[2]

Le grand Schisme d'Occident permet à Sospel de devenir évêché dès 1378, en faisant pression sur le nouvel évêque de Vintimille, qui s'établit définitivement à Sospel.
- Jacopo Fieschi † (1380 - 1382), nommé ensuite archevêque de Gènes[3]

- Benedetto Boccanegra † (8 octobre 1382 - 1411)[4]
- Pietro Marinaco † (27 août 1392 - 4 septembre 1409), évêque résidant à Sospel, nommé ensuite archevêque de Famagouste (Chypre)[5]
- Tommaso Rivato † (1419 - 1422)
- Ottobono de Bellonis † (1422 - 1452)
- Jacopo de Fei † (1452 - 1467)
- Stefano de Robiis † (1467 - 1471)
- Giovanni Battista de Giudici, O.P. † (1471 - 1484)
- Antonio Pallavicini Gentili † (1484 - 1486)
- Solcetto Fieschi † (1486 - 1487)
- Alessandro Campofregoso † (1487 - 1501)
- Domenico Vaccari † (1502 - 1510)
- Alessandro Campofregoso † (1510 - 1518)
  - Innocenzo Cybo-Tomasello † (1519 - 1519) (administrateur apostolique)
- Filippo de Mari † (1519 - 1554)
- Giovanni Battista de Mari † (1554 - 1561)
- Carlo Visconti † (1561 - 1565)
- Benedetto Lomellini † (1565 - 1565)
- Carlo Grimaldi † (1565 - 1572)
- Francesco Galbiati † (1573 - 1600)
  - Giulio Cesare Recordati † (1601 - 1602)
- Stefano Spinola, C.R. † (1602 - 1613)
- Girolamo Curlo † (1614 - 1616)
- Nicolò Spinola, C.R. † (1617 - 1622)
- Giovanni Francesco Gandolfo † (1623 - 1633)
- Lorenzo Gavotti, C.R. † (] 1633 -1653)
- Mauro Promontorio, O.S.B. † (1654 - 1685)
- Girolamo Naselli † (] 1685 - 1695)
- Giovanni Stefano Pastori † (] 1695 - 1700)
- Ambrogio Spinola, B. † (1701 - 1710)
- Carlo Mascardi, B. † (1710 - 1731)
- Antonio Maria Bacigalupi, O.M.D. † (1732 - 1740)
- Pier Maria Gustiniani, O.S.B. † (1741 - 1765)
  - Nicolò Pasquale de Franchi † (1765 - 1766)
- Angelo Luigi Giovo, O.S.B. † (1767 - 1774)
- Domenico Maria Clavarini, O.P. † (1775 - 1797)
  - Sede vacante (1797-1804)
- Paolo Girolamo Orengo, Sch.P. † (1804 - 1812)
  - Sede vacante (1812-1820)
- Felice Levrieri † (1820 - 1824)
  - Sede vacante (1824-1831)
- Giovanni Battista De Albertis † (1831 - 1836)
- Lorenzo Battista Biale † (1837 - 1877)
- Tommaso Reggio † (1877 - 1892)
- Ambrogio Daffra † (1892 - 1932)
- Agostino Rousset † (1933 - 1965)
- Angelo Raimondo Verardo, O.P. † (1967 - 1988)
- Giacomo Barabino † (1988 - 2004)
- Alberto Maria Careggio (2004-2014[6])
- Antonio Suetta : depuis le 25 janvier 2014[6] :

### Sources
- Fiche du diocèse sur catholic-hierarchy